# Opogona chlorophaea
Opogona chlorophaea är en fjärilsart som beskrevs av Edward Meyrick 1921. Opogona chlorophaea ingår i släktet Opogona och familjen äkta malar. Inga underarter finns listade i Catalogue of Life.